# Scott MacDonald
Scott MacDonald (29 settembre 1959) è un attore e doppiatore statunitense.

## Biografia
Nel 1993 entra a far parte del franchise di Star Trek, interpretando il subcomandante Romulano N'vek nell'episodio Il volto del nemico nella serie televisiva Star Trek: The Next Generation. Negli anni seguenti interpreterà altri personaggi nel franchise, apparendo in altre serie. Nel 1993 e 1995 appare in due episodi della serie Star Trek: Deep Space Nine, interpretando rispettivamente Tosk nell'episodio La preda e il Jem'Hadar Goran'Agar nell'episodio Il giuramento di Ippocrate. Nel 1995 è l'umano Rollins, nell'episodio pilota Dall'altra parte dell'universo della serie Star Trek: Voyager. Nel 1996 presta la voce nel videogioco Star Trek: Klingon. Infine, tra il 2003 e il 2004, è il comandante Xindi Dolim in otto episodi della terza stagione della serie televisiva Star Trek: Enterprise.
All'attività di attore affianca quella di doppiatore di videogiochi.

## Filmografia parziale

### Attore

#### Cinema
- Come l'acqua per gli elefanti (Water for Elephants), regia di Francis Lawrence (2011)
- Il richiamo della foresta (The Call of the Wild), regia di Chris Sanders (2020)

#### Televisione
- Star Trek: The Next Generation – serie TV, episodio 6x14 (1993)
- Star Trek: Deep Space Nine – serie TV, episodio 1x05-4x04 (1993-1995)
- Star Trek: Voyager – serie TV, episodio 1x01 (1995)
- Streghe (Charmed) – serie TV, episodi 3x08 (2000)
- E.R. - Medici in prima linea (ER) – serie TV, episodi 7x05 - 13x14 (2000-2007)
- Star Trek: Enterprise – serie televisiva, 8 episodi (2003-2004)
- Senza traccia (Without a Trace) – serie TV, episodi 7x13 (2009)
- United States of Tara – serie TV, episodi 3x02 - 3x05 (2011)

### Doppiatore

#### Videogiochi
- Star Trek: Klingon (1996)
- Tekki (2002)
- Enter the Matrix (2003)
- X-Men Legends (2004) - Gambit, sentinella
- Twisted Metal: Head-On (2005) - Axel, Agente Shepard
- X-Men Legends II: Rise of Apocalypse (2005) - Gambit, Mikhail Rasputin
- Marvel: La Grande Alleanza (Marvel: Ultimate Alliance, 2006) - Nick Fury, Corsair, Dum Dum Dugan e altri
- TimeShift (2007)
- Too Human (2008)
- The Rise of the Argonauts (2008)
- Dead Space (2008)
- Bionic Commando (2009) - Gottfried Groeder e altri
- Prototype (2009)

## Doppiatori italiani
Nelle versioni in italiano delle opere in cui ha recitato, Scott MacDonald è stato doppiato da:
- Alessandro Rossi in Jarhead
- Pierluigi Astore in Detective Monk
- Saverio Indrio in Senza traccia
- Davide Marzi in Major Crimes
- Dario Oppido in Bosch
- Roberto Draghetti in Come l'acqua per gli elefanti
- Massimo Lodolo in United States of Tara